# EVANESCENT
『EVANESCENT』（エヴァネッセント）は、日本のロックユニット、VAMPSの3枚目のシングル。2009年5月13日発売。発売元は主宰レーベル、VAMPROSE。

## 解説
前作「I GOTTA KICK START NOW」から約2ヶ月ぶりとなるシングルで、1stアルバム『VAMPS』の先行シングルとなっている。
本作の表題曲「EVANESCENT」は、ひと夏の儚さをテーマに制作されたロックバラードナンバーとなっている。作詞・作曲を担当したHYDEは、この曲のイメージについて「踊り狂う感じじゃなくとも、精神的昂揚がある」「（この曲を歌うと）自分の感情が高まるのがわかるの。そういう意味では（HYDE名義で2006年に発表した）「JESUS CHRIST」に似てるのかな」と語っている。また、K.A.Zはこの曲の印象について「（HYDEとは）意外と好きなものや作りたいテイストが凄く近い部分があるんですよね。変な言い方をしたら、VAMPSはその共通部分としてあるとも言える」と述べている。ちなみに、前2作のシングル表題曲にのせられたリリックはほぼすべてが英語詞だったが、今回の表題曲のリリックは全て日本語で書かれている。なお、HYDEは今回日本語詞で書くことにした経緯について「自然にそうなった」と当時述べている。
カップリングには、VAMPSの2人が学生時代に愛聴していたイギリスのシンガーソングライター、デヴィッド・ボウイの楽曲「ライフ・オン・マーズ」のカバー音源が収録されている。
本作は、初回生産盤（CD＋DVD）と通常盤（CD）の2形態でリリースされている。初回盤には表題曲のミュージック・ビデオとメイキング映像を収録したDVDが付属している。

## 収録曲
| #  | タイトル          | 作詞        | 作曲        | 編曲  | 時間 |
| -- | ----------------- | ----------- | ----------- | ----- | ---- |
| 1. | 「EVANESCENT」    | HYDE        | HYDE        | VAMPS | 4:26 |
| 2. | 「Life On Mars?」 | David Bowie | David Bowie | VAMPS | 3:59 |

## 初回生産盤付属DVD
1. EVANESCENT
ディレクター：真壁成尚、東市篤憲
2. EVANESCENT -MAKING-

## タイアップ
EVANESCENT
- 日本テレビ系ドラマ『Dr.HOUSE』シーズン1エンディングテーマ

## 参加ミュージシャン
EVANESCENT
- HYDE：Vocal
- K.A.Z：Guitar, Programming
  - Chirolyn：Bass
  - Arimatsu：Drums

## 収録アルバム
- 『VAMPS』 (#1)
- 『SEX BLOOD ROCK N' ROLL』 (#2,再録バージョン)